# Eoin Morgan
Eoin Joseph Gerard Morgan (nacido el 10 de septiembre de 1986) es un jugador de críquet de Inglaterra nacido en Irlanda.

## Biografía
Morgan nació en Dublín y estudió en la Catholic University School en Leeson Street, donde ganó tres títulos de la Copa Senior de la escuela. En su temprana adolescencia jugó como lanzador dos veces por semana y esto ha ayudado a desarrollar sus habilidades como bateador.
Durante este tiempo también asistió brevemente al Dulwich College para continuar sus estudios de cricket y fue aquí que su ambición por jugar comenzó.
Morgan representó el equipo de Irlanda, durante su juventud se limitó al Sub-15 y luego al nivel de Sub-17. Fue seleccionado por el equipo de Irlanda de críquet Sub-19 para la Copa Mundial de Cricket 2004, Sub-19. Fue el máximo anotador en la competición.

## Carrera
No participó con la selección de Inglaterra para el Mundial de 2011, debido a que tenía un dedo fracturado, pero más tarde fue llamado a raíz de una lesión de Kevin Pietersen. El 11 de marzo de 2011 hizo su debut en la Copa del Mundo con Inglaterra, anotando 63 carreras en la derrota de Bangladés, fue el cuarto jugador en haber representado a dos naciones diferentes a la Copa Mundial de Cricket.